# ISO 9126

Модель качества программного обеспечения согласно ISO 9126

ISO/IEC 9126 — международный стандарт, определяющий оценочные характеристики качества программного обеспечения. Российский аналог стандарта ГОСТ Р ИСО/МЭК 9126-93. В 2011 году был заменён стандартом ISO/IEC 25010:2011. Состоит из 4 частей, описывающих следующие аспекты: модель качества; внешние метрики качества; внутренние метрики качества; метрики качества в использовании.

## История
Стандарт ISO/ IEC 9126 был выпущен 19 декабря 1991 года, 15 июня 2001 года ISO/IEC 9126:1991 был расширен в систему из четырёх взаимосвязанных стандартов: ISO/ IEC 9126: 2001:
- ISO/IEC 9126-1:2001. Part 1: Quality model;
- ISO/IEC TR 9126-2:2003. Part 2: External metrics;
- ISO/IEC TR 9126-3:2003. Part 3: Internal metrics;
- ISO/IEC TR 9126-4:2004. Part 4: Quality in use metrics.

1 марта 2011 года ISO/EC 9126 был заменен ISO/IEC 25010:2011 «Системная и программная инженерия. Требования и оценка качества систем и программного обеспечения. Модели качества систем и программного обеспечения». По сравнению с версией ISO/IEC 9126 в качестве основных характеристик качества программного обеспечения были добавлены «безопасность» и «совместимость».

## Содержание стандарта
Модель качества, установленная в первой части стандарта ISO 9126-1, классифицирует качество программного обеспечения в шести структурных наборах характеристик, которые в свою очередь детализированы субхарактеристиками.
Функциональность — «Набор атрибутов, которые влияют на существование набора функций и их заданных свойств. Функции — это характеристики ПО, которые удовлетворяют заявленные или подразумеваемые потребности».
- Пригодность
- Точность
- Интероперабельность
- Безопасность
- Соответствие функциональности.

Надёжность — «Набор атрибутов, которые влияют на способность программного обеспечения поддерживать свой уровень производительности при указанных условиях в течение указанного периода времени».
- Зрелость
- Отказоустойчивость
- Восстанавливаемость
- Соответствие надежности.

Юзабилити — «Набор атрибутов, которые влияют на усилия, необходимые для использования, и на индивидуальную оценку такого использования заявленным или подразумеваемым набором пользователей».
- Понятность
- Обучаемость
- Работоспособность
- Привлекательность
- Соответствие юзабилити.

Эффективность — «Набор атрибутов, которые влияют на взаимосвязь между уровнем производительности программного обеспечения и количеством используемых ресурсов при указанных условиях».
- Поведение во времени
- Утилизация ресурсов
- Соответствие эффективности.

Ремонтопригодность — «Набор атрибутов, влияющих на усилия, необходимые для внесения определённых изменений».
- Анализируемость
- Изменчивость
- Стабильность
- Тестируемость
- Соответствие ремонтопригодности.

Переносимость — «Набор атрибутов, влияющих на возможность передачи программного обеспечения из одной среды в другую».
- Адаптивность
- Возможность установки
- Сосуществование
- Заменяемость
- Соответствие переносимости.

Каждая субхарактеристика качества (например, адаптивность) далее делится на атрибуты. Атрибут — это свойство, которое можно проверить или измерить в программном продукте. Атрибуты не определены в стандарте, поскольку они различаются для разных программных продуктов.
Программный продукт определяется в широком смысле: он включает в себя исполняемые файлы, исходный код, описания архитектуры и так далее. В результате понятие пользователя распространяется на операторов, а также на программистов, которые являются пользователями таких компонентов, как библиотеки программного обеспечения.
Стандарт предоставляет организациям основу для определения модели качества программного продукта. Однако при этом каждая организация оставляет за собой задачу точно определить свою собственную модель. Это может быть сделано, например, путем определения целевых значений для показателей качества, которые оценивают степень присутствия атрибутов качества.

## Опыт применения
Стандарт ISO 9126 и его преемники являются основой для широкого набора процедур по определению качества программного обеспечения. Процесс оценивания качества ПО, согласно данным стандартам, состоит из трех последовательных стадий:
- Определение требований к качеству в терминах характеристик и атрибутов качества
- Подготовка к оцениванию, включающая 3 этапа:
  - Выбор используемых метрик качества
  - Определение уровней ранжирования для каждой метрики
  - Определение критерия оценки
- Оценивание, включающее в себя 3 этапа:
  - Измерение значений выбранных метрик для получения значения количественного признака.
  - Ранжирование измеренных значений.
  - Получение обобщенной (интегральной) оценки качества.

Эта модель трехэтапного процесса оценивания качества ПО может применяться в любой подходящей фазе жизненного цикла для каждого компонента программной продукции. В то же время оценки качества ПО в целом отличаются высокой неопределённостью, обусловленной естественной неточностью измерений и субъективностью экспертных оценок. В сообществе разработчиков высказывались различные предложения по повышению эффективности процедур оценки качества ПО, основанных на методологии стандарта ISO 9126, в частности, с использованием формулы Байеса. Под байесовской оценкой качества ПО понимается
апостериорное распределение вероятностей на множестве гипотез о качестве, пересмотренное и уточненное в процессе оценивания по различным показателям (атрибутам) и позволяющее эксперту, производящему оценку, обоснованно отдать предпочтение той или иной гипотезе о качестве ПО.